# Цинчэн (Цинъян)
Цинчэ́н (кит. упр. 庆城, пиньинь Qìngchéng) — уезд городского округа Цинъян провинции Ганьсу (КНР). Название уезда означает «город Цин» и связано с тем, что в средние века здесь размещались власти области Цинчжоу.

## История
Во времена империи Цинь на этих землях был образован уезд Ицюй (义渠县). Во времена империи Западная Хань он был переименован в Юйчжи (郁郅县). Во время империи Восточная Хань сюда вторглись кочевники, и административные структуры были ликвидированы.
В эпоху Южных и Северных династий эти земли оказались в составе государства Западная Вэй, и здесь был создан уезд Пэнъян (彭阳县), из которого впоследствии выделился уезд Пинфу (平富县). После образования империи Суй уезд был ликвидирован, а в 596 году на этих землях был создан уезд Хэшуй (合水县) округа Хунхуа (弘化郡). В 598 году был образован уезд Хунхуа (弘化县), и именно здесь разместились органы управления округа Хунхуа. После основания империи Тан округ Хунхуа в 618 году был переименован в область Цинчжоу (庆州). В 705 году уезд Хунхуа был переименован в Аньхуа (安化县). Во времена империи Сун область Цинчжоу была в 1125 году трансформирована в Цинъянскую управу (庆阳府). Во времена монгольской империи Юань уезд был в 1270 году расформирован, а земли перешли под непосредственное управление властей управы.
Во времена империи Мин в 1369 году был вновь создан уезд Аньхуа (安化县). После Синьхайской революции уезд Аньхуа был в 1913 году переименован в Цинъян (庆阳县). В 1929 году власти уезда Цинъян переехали в посёлок Сифэнчжэнь.
В ноябре 1935 года на эти земли пришли войска коммунистов, и началось параллельное существование коммунистических и гоминьдановских структур власти.
В 1949 году был образован Специальный район Цинъян (庆阳专区), власти которого разместились в этих местах. В 1950 году был создан город Сифэн уездного уровня, но уже в мае он был переквалифицирован в город районного уровня, подчинённый уезду Цинъян. В 1954 году город районного уровня был преобразован в район.
В 1955 году Специальный район Цинъян был присоединён к Специальному району Пинлян (平凉专区), а район Сифэн был трансформирован в посёлок. В 1958 году к уезду Цинъян был присоединён уезд Хуачи. В 1962 году Специальный район Цинъян был воссоздан, а уезд Хуачи был вновь выделен из уезда Цинъян. В 1970 году Специальный район Цинъян был переименован в округ Цинъян.
В мае 1985 года решением Госсовета КНР из уезда Цинъян был выделен городской уезд Сифэн.
В 2002 году округ Цинъян был преобразован в городской округ; уезд Цинъян был при этом переименован в уезд Цинчэн.

## Административное деление
Уезд делится на 7 посёлков и 8 волостей.